# Tadao Hayashi
Tadao Hayashi (jap. 林 忠男, Hayashi Tadao; * 1938 oder 1939; † 23. Juli 2001 in Caloocan, Philippinen) war ein japanischer Jazzmusiker (Harfe).
Hayashi lernte erst Jazzpiano unter Masao Yagi, trat damit mit 17 in Clubs in Ginza auf, wandte sich aber dann mit 20 Jahren der Harfe zu.
Tadao Hayashi legte 1978 sein Debütalbum Finger Trip (Zen) vor, das Jazzstandards wie „On Green Dolphin Street“ und „I Fall in Love Too Easily“ enthielt und an dem Musiker wie Shoji Yokouchi (Gitarre, Arrangements), Kunimitsu Inaba und Shigeyuki Sugimoto beteiligt waren. 1979 folgten die Produktionen Finger Trip und Lyra (mit Yasuo Arakawa und Takeshi Inomata). Im Bereich des Jazz wird er vom Diskografen Tom Lord zwischen 1978 und 1980 bei vier Aufnahmesessions gelistet, zuletzt mit der Sängerin Terry Mizushima (Love Letters from My Heart).
Ab den 1980er Jahren lebte er auf den Philippinen und arbeitete in Manila. Dort entstand das von Johnny Alegre produzierte Album Tadao Hayashi (1986).